# Time Inc.
Time Inc. è stata una casa editrice statunitense.
Fondata il 28 novembre 1922 a New York da Henry Robinson Luce e Briton Hadden, ha pubblicato oltre 90 riviste, tra le quali l'eponima TIME, Fortune, People, Sports Illustrated, Entertainment Weekly, Travel + Leisure, Food & Wine, InStyle, Life, Real Simple.
Tramite la consociata britannica Time Inc. UK pubblicava, tra l'altro, What's On TV, NME, Country Life, Marie Claire, Wallpaper e InStyle.
Time Inc. ha gestito anche riviste digitali di MyRecipes, TheSnug, e MIMI ed è stata proprietaria della società IPC Media.
Nel periodo della fusione con Warner Communications, la casa editrice aveva allargato il proprio business. Oltre alle riviste, attraverso alcune controllate, pubblicava e distribuiva libri di narrativa (Time-Life Book Inc., Book-of-the-Month Club, Little, Brown and Company) e scolastici (Scott Foresman and Company).
Inoltre si espanse nel business delle tv via cavo possedendo sia aziende creatrici di contenuti, come Home Box Office, e relative all'infrastruttura e alla distribuzione, come American Television and Communications Corp.
Time Inc. chiuse il 31 dicembre 2018 per incorporazione in Meredith Corporation, società del gruppo IAC/InterActiveCorp.

## Storia

### Gli inizi nell'editoria
Henry Luce e Briton Hadden, due amici di 23 anni, nel 1922 costituirono la casa editrice Time Inc. Il primo numero di Time fu pubblicato il 3 marzo 1923, dopo una raccolta fondi che non riuscì a raggiungere l'obiettivo prefissato di 100000 dollari. Nacque così il primo magazine settimanale di notizie negli Stati Uniti. Luce ne divenne il direttore business managere Hadden il redattore capo. I due si alternarono di anno in anno il titolo di presidente e segretario-tesoriere fino alla morte di Hadden nel 1929, quando Luce prese entrambi i titoli. Luce rinnovò la tecnica giornalistica in ogni settore dell'informazione. Le sue idee appaiono già nei primi numeri di Time: il carattere narrativo degli articoli sintetizzabile in "tutto fatti", la ricchezza di aneddoti e particolari coloriti, le didascalie concise sotto le illustrazioni e lo stile pieno di neologismi. Modificò anche la tecnica organizzativa introducendo il "giornalismo di gruppo" in modo da dare il massimo dell'informazione nel minor spazio; così facendo i corrispondenti inviavano lunghi reportage che venivano poi riscritti per riuscire a pubblicare 50-100 righe in tutto.

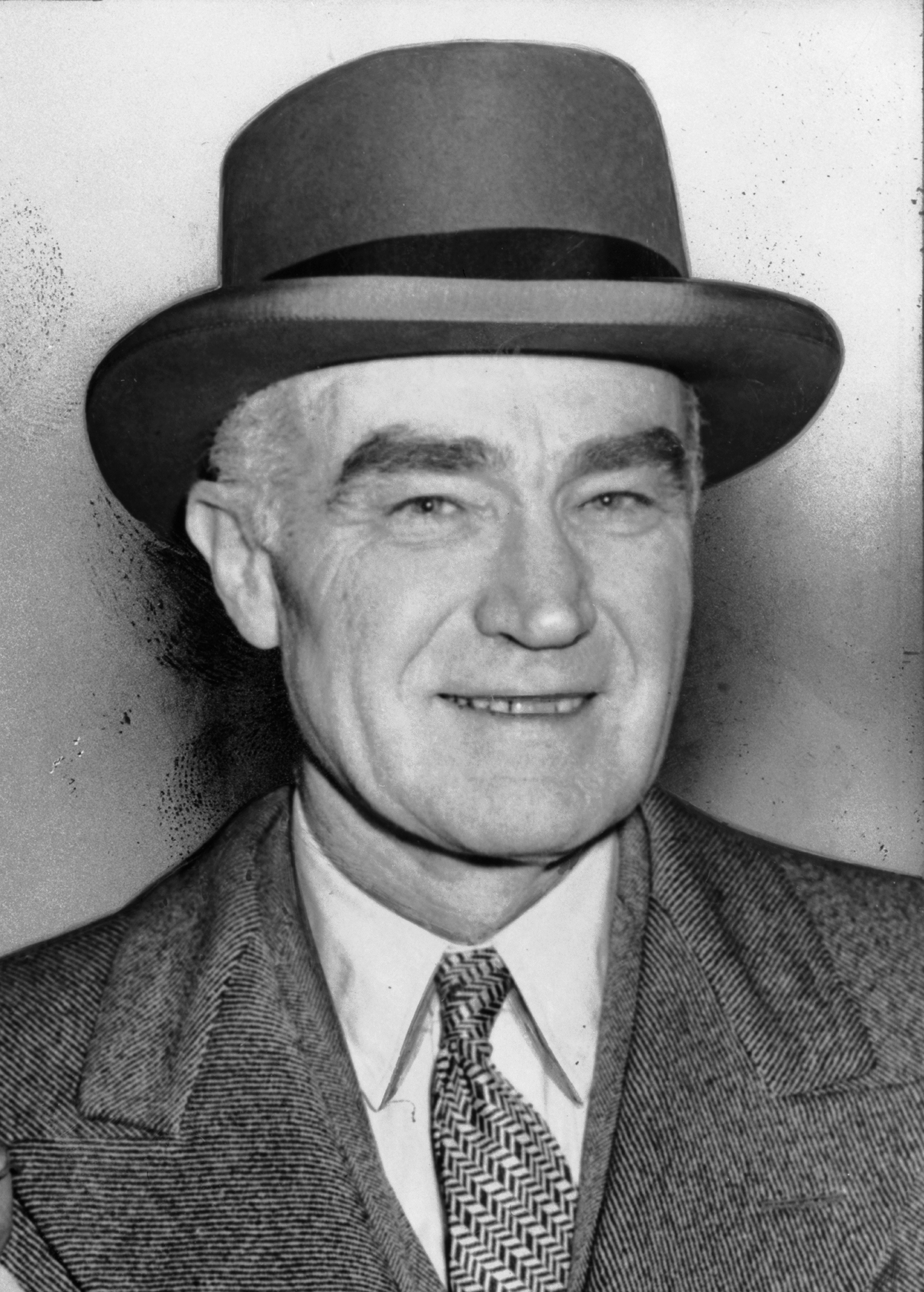
Henry Luce

Nel febbraio del 1930 venne creata la rivista economica Fortune; nel 1936 Luce acquisì il magazine Life per rilanciarlo come rivista settimanale di fotogiornalismo. Nel 1952 venne lanciato House & Home e due anni più tardi arrivò Sports Illustrated. Parallelamente venne lanciato anche The March of Time in radio e attraverso una serie di cinegiornali. Verso la metà degli anni sessanta Time Inc. divenne la più grande e prestigiosa casa editore di riviste in tutto il mondo.
Luce, nel tentativo di diventare segretario di Stato in un'amministrazione repubblicana, scrisse nel 1941 un famoso articolo sul magazine Life, chiamato "The American Century", in cui illustrava il ruolo che avrebbe dovuto avere la politica estera americana per il resto del XX secolo.

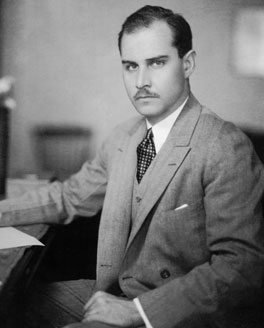
Briton Hadden nel 1928

Nel 1943, a causa dell'ostilità degli editori nei confronti dell'amministrazione statunitense, il presidente Franklin D. Roosevelt proibì agli editori e ai caporedattori di visitare i luoghi di guerra. Lo storico Alan Brinkley sostiene che questa mossa fu controproducente; secondo lui ciò che rese Luce così critico nei confronti dell'esecutivo fu proprio il non potersi recare nelle zone di guerra. È sua opinione che se fosse andato al fronte il taglio editoriale sarebbe stato molto positivo. Questo non accadde e Luce, insieme all'editore T. S. Matthews, scelsero Whittaker Chambers come redattore delle notizie dall'estero, nonostante avesse litigato con i reporter al fronte.
Nonostante già dal 1943 l'Ufficio postale degli Stati Uniti avesse già introdotto una suddivisione in zone per migliorare il proprio servizio, fu solo nel 1963 che, grazie a David Brumbaugh, dirigente di Time Inc., vennero introdotti i codici postali. Questi erano basati su quelli già utilizzati dall'azienda per spedire le proprie riviste. Nel settembre 1962, Arnoldo Mondadori annunciò il primo numero del mensile Panorama, nato dalla collaborazione tra Arnoldo Mondadori S.p.a. e Time Inc.. Luce rimase responsabile di tutte le sue pubblicazioni fino al 1964.
Alla fine del 1971, fu annunciata la riduzione della tiratura di Life, che sarebbe passata da 7 a 5 milioni e mezzo di copie, con la conseguente riduzione di personale. Questo fu dovuto alla crisi che stava attraversando il settore editoriale, causata principalmente dalla riduzione degli introiti pubblicitari, e che toccò anche altri editori e testate, tra cui il New York Times. Nonostante i tagli, alla fine del 1972 Hedley Donovan annunciò che il numero del 29 dicembre sarebbe stato l'ultimo della rivista. Nel 1974 iniziò ad essere prodotta la rivista People.

### Business televisivo: Home Box Office e ATC
Durante gli anni 1950 Time Inc. acquisì le prime reti televisive, partendo dall'Albuquerque Broadcasting Corp.. Alla fine degli anni 1960 la società gestiva più di dieci stazioni televisive statunitensi, oltre ad avere interessi anche nella tv via cavo e ad alcuni investimenti in Argentina, Brasile e Hong Kong.
Nel 1965, tramite la divisione Time-Life, diventata poi Time-Life Broadcast Inc., controllava il 25% della Sterling Communications e il 45% di una delle sussidiarie di quest'ultima, la Manhattan Cable, dedita alla posa dei cavi per la trasmissione del segnale. Tuttavia, alla fine degli anni 60, Time-Life cedette alla Sterling Communications le quote della Manhattan cable per salire al 49% delle azioni della Sterling Communications. Charles Dolan, presidente della Sterling, per cercare di sollevare i bilanci della compagnia, durante una vacanza in Francia concepì l'idea di un canale televisivo, nome in codice The Green Channel, trasmesso attraverso i sistemi della Sterling Manhattan e le altre compagnie della società. Il palinsesto del canale si sarebbe basato sulla messa in onda dei film licenziati dalle major di Hollywood e degli eventi sportivi. Il tutto senza l'interruzione pubblicitaria e proposto tramite un abbonamento mensile. Per evitare alti costi iniziali, Dolan pensava di stipulare accordi tra la Sterling e altri fornitori di televisione via cavo per distribuire il canale su più sistemi. Dolan propose l'idea alla Time-Life e, dopo le resistenze iniziali, ottenne l'appoggio di cui aveva bisogno.
Nel 1971 le due società, Time-Life Broadcast Inc. e Sterling Manhattan Cable Television Inc., chiesero ed ottennero il permesso dalla Federal Communications Commission di aprire un canale di pay-tv. La FCC ribadì anche l'impossibilità da parte delle autorità locali di bloccare tali attività. Nel novembre dello stesso anno, il consiglio di amministrazione di Time Inc. sovvenzionò l'operazione con 150.000 dollari. L'8 novembre 1972 debuttò l'emittente Home Box Office, le cui trasmissioni nei primi mesi si limitarono ad alcune aree della Pensilvenia. Il nome del canale, scelto per essere un nome provvisorio, da usare per rispettare le scadenze e siglare i contratti, divenne definitivo. Nel dicembre dello stesso anno si costituì la Home Box Office Inc., sussidiaria della Sterling Communications. Nel febbraio del 1973 Time Inc. annunciò che avrebbe aumentato gli investimenti nella società, sia direttamente che attraverso la controllata Sterling: nel marzo del 1973 controllava ormail più dei tre quarti della nuova società. Nello stesso mese Dolan si dimise da presidente della Sterling e di Home Box Office Inc., rimanendo in entrambi i consigli di amministrazione. Gerald Levin venne nominato presidente e CEO di quest'ultima società.
Nello stesso periodo venne siglato un accordo con la catena di hotel Hilton per cablare attraverso la controllata Computer Television Inc.. In maggio, Barry Zorthian, vice presidente di Time Inc. e presidente della Sterling Communication, annunciò l'intenzione di spostare il focus di Time dal possesso diretto delle aziende dedite alla creazione dei sistemi di trasmissione, come la Sterling Manhattan Cable, alla gestione dei canali, visto il potenziale di HBO. Per questo motivo la società stava valutando la cessione della Sterling Manhattan Cable alla Warner Communications per 20 milioni di dollari. Tuttavia l'accordo non andò in porto e a luglio venne annunciata l'acquisto della totalita della Sterling Communications e la sua dissoluzione: tutte le società controllate passarono sotto il controllo diretto di Time e il nome Sterling venne eliminato.
All'inizio del 1975 Levin, appoggiato da Shepley, riuscì a convincere il CdA di Time Inc a spostare la trasmissione di HBO sui satelliti, per permettere al servizio di ampliare la platea di possibili abbonati, passando da New York e Pensilvenia a tutti gli Stati Uniti. Il 30 settembre dello stesso anno HBO divenne la prima emittente trasmessa da satellite.
Nel 1979 la società si espanse acquistando l'American Television and Communications Corporation.

### La fusione tra Time e Warner
La fusione tra Time Inc. e Warner Communications fu annunciata il 4 marzo 1989. Durante l'estate dello stesso anno la Paramount Communications Inc. (precedentemente Gulf+Western) lanciò una offerta ostile di 12.2 miliardi di dollari per acquisire Time Inc., nel tentativo di bloccare lo scambio di azioni tra Time e Warner Communications. Time si vide così costretta ad aumentare la sua offerta a 14.9 miliardi di dollari, parte in contanti e parte in azioni. Paramount rispose rivolgendosi ad un tribunale del Delaware che diede due volte ragione a Time ordinando a Paramount di desistere dall'acquisizione ostile. L'operazione di acquisizione venne completata nel gennaio 1990 con la nascita di una nuova società: Time Warner.
Nel 1994 venne aperto il sito Pathfinder, nel quale furono fatti confluire tutti i siti dei magazine del gruppo. Il sito era gratuito e presentava dei banner pubblicitari con i quali la società sperava di rientrare dalle spese. Tuttavia, a causa di problemi tecnici iniziali e delle perdite causate dal progetto, il cui costo iniziale fu stimato in 15 milioni di dollari, venne chiuso cinque anni dopo.
Nel marzo del 2000 Time Inc. annunciò la chiusura del mensile Life: dopo l'edizione di maggio, il nome e il catalogo di foto sarebbero stati utilizzati per un nuovo progetto interamente online. Il 17 novembre il Dipartimento del Lavoro americano e Time Warner patteggiarono il pagamento da parte della società di 5,5 milioni di dollari di risarcimento per tutti quei lavoratori che erano stati erroneamente considerati non idonei a ricevere i benefit derivanti dai piani pensione e dall'assicurazione sanitaria che spettava ai dipendenti della divisione Time Inc.
Nel 2008 la società lanciò Maghound, un portale Internet che racchiudeva circa 300 titoli di riviste sia della società che di altre case editrici. Il 19 gennaio 2010 acquistò StyleFeeder, un motore di personal shopping. Sei mesi più tardi, in agosto, Time Inc. annunciò che Ann S. Moore, presidente e amministratore delegato della società, si sarebbe dimesso e sarebbe stato sostituito da Jack Griffin, un dirigente della Meredith Corporation, la seconda più grande casa editrice americana.
Nel settembre 2010 Time Inc. stipulò un accordo di licenza con ABP Group, uno dei più grandi conglomerati di media in India con sede a Kolkata, per pubblicare Fortune India e l'annuale Fortune India 500. Griffin venne sostituito dopo poco da Laura Wang, la quale rimase in carica circa un anno e venne poi sostituita da Joseph Ripp.

### Lo spin-off e l'acquisto di AmEx Publishing Corporation
Il 6 marzo 2013 Time Warner annunciò lo spin-off di Time Inc. in una società quotata in Borsa. Il responsabile di Time Warner, Jeff Bewkes, dichiarò che la separazione avrebbe permesso di concentrare il business editoriale nella nuova società e mantenere in Time Warner il business televisivo e gli studi cinematografici. Lo spinoff fu completato il 9 giugno 2014.
Il 1º ottobre 2013 la società comprò il portafoglio dei titoli American Express Publishing Corporation, tra cui Travel + Leisure, Food & Wine, Departures, Black Ink e Executive Travel. Il 14 gennaio 2014 Colin Bodell venne assunto come vice presidente esecutivo e Chief Technology Officer per dirigere il reparto dedicato ad Internet e al mondo digitale. Nel mese successivo la società annunciò un piano di ristrutturazione il quale avrebbe previsto il licenziamento di circa 500 persone, la maggior parte delle quali proveniente dalle redazioni delle riviste AmEx. Nel 2015 vennero acquistati: il sito di intrattenimento e sport FanSided; in luglio League Athletics di Tucson, SportsSignup di Saratoga Springs e iScore di Los Alamitos. Queste ultimi tre siti confluirono in Sports Illustrated Play.
All'inizio del 2016 Time Inc. creò la divisione Time Inc. Productions, dedicata alla creazione dei programmi televisivi, e comunicò di aver acquisito Viant, una piattaforma di marketing e proprietaria di MySpace. In maggio venne licenziato Bodell, poiché non aveva portato i risultati sperati.

### L'acquisizione da parte di Meredith Corp.
Il 13 settembre 2016 Rich Battista divenne presidente e CEO al posto di Joseph A. Ripp, che aveva avuto un problema di salute qualche settimana prima. Con questa mossa la società sperava di velocizzare la transizione verso il mercato digitale, visto che le entrate dovute ai tradizionali mercati della società stavano calando. L'intenzione di Ripp era quella di rimanere Executive Chairman fino al 2018; tuttavia il 29 luglio 2017 decise di non ricandidarsi per la posizione. Venne quindi sostituito da John Fahey, che divenne Non-Executive Chairman.
Nel novembre 2017 la Meredith Corporation annunciò l'acquisizione, in contanti di Time Inc., per 2,8 miliardi di dollari, incluso l'assorbimento dei debiti. L'operazione fu realizzata anche grazie ai fratelli ultramiliardari Charles e David Koch che, tramite il loro fondo Koch Equity Development, investirono 650 milioni di dollari. La società sottolineò come il fondo dei fratelli non avrebbe avuto un rappresentante nel board, per sottolineare come i Koch non avrebbero potuto influenzare la linea editoriale della società. Già nel 2013 Meredith Corp., specializzata in riviste popolari quali Better Home & Gardens e Family Circle, aveva cercato senza fortuna di comprare Time Inc. L'acquisizione andò in porto il 31 gennaio 2018. Le insegne di Time Inc. sono rimosse e il traffico web indirizzato sul sito Meredith. Il 31 gennaio l'ultimo caporedattore, John Huey, twitta:
Nel marzo 2018 l'amministratore delegato di Meredith, Tom Hardy, annunciò di voler vendere le riviste Time, Sports Illustrated, Fortune e Money e di lasciare a casa nell'arco di dieci mesi mille dipendenti. Nel settembre 2018 Time Magazine è ceduto per 190 milioni di dollari al miliardario americano Marc Benioff e alla moglie Lynne i quali hanno annunciato che la linea editoriale non verrà influenzata e che la società sarà indipendente da Salesforce, di cui Benioff è cofondatore e CEO.

## Dirigenza
Durante i primi anni di vita dell'azienda, Luce, commercialista, e Hadden, caporedattore, si alternavano annualmente nella posizione di presidente e segretario-tesoriere dell'azienda. Quando Hadden morì improvvisamente nel '29, Luce divenne caporedattore e Roy E. Larsen prese la sua posizione di business manager. Sotto la guida del fondatore, l'azienda mantenne divise le carriere prettamente editoriali da quelle finanziarie. Questa divisione rimase fino all'uscita dal board di Time Warner di McManus e l'arrivo di Ripp come CEO.

### Caporedattori
- 1923-1929 Briton Hadden
- 1929-1964 Henry Luce (successivamente fino alla sua morte resterà Editorial Chairman)
- 1964-1979 Hedley Donovan[60]
- 1979-1987 Henry Anatole Grunwald[61]
- 1987-1994 Jason McManus[62]

McManus lasciò il consiglio di amministrazione di quella che sarebbe diventata Time Warner poco prima del proprio pensionamento. I suoi successori, Norman Pearlstine, John Huey e Martha Nelson non furono mai parte del board. Nel 2013 la carica venne abolita.

### Presidenti
- 1924-1929 Luce e Hadden si alternarono
- 1929-1939 Henry Luce
- 1939-1960 Roy E. Larsen[64]
- 1960-1969 James A. Linen[65]
- 1969-1980 James R. Shepley[66]
- 1980-1986 J. Richard Munro[67]
- 1986-1990 Nicholas J. Nicholas Jr.[68]

Linen divenne Chairman of the Executive Committee dopo essersi ritirato dalla carica di presidente. In seguito anche Shepley avrebbe ricoperto quel ruolo.

### Presidenti del Consiglio di Amministrazione
- 1929-1942 Henry Luce
- 1942-1960 Maurice T. Moore[69]
- 1960-1980 Andrew Heiskell[70]
- 1980-1986 Ralph P. Davidson[71]
- 1986-1990 J. Richard Munro[68]

Davidson e Munro ricorprirono anche il ruolo di Chairman of the Executive Committee.